# Syphon Filter: Logan's Shadow
Syphon Filter: Logan's Shadow è un videogioco d'azione in terza persona con elementi tattici sviluppato da SCE Bend Studio e pubblicato da Sony tramite SCEA. Distribuito in Europa il 30 novembre 2007, Syphon Filter: Logan's Shadow è il sesto capitolo della saga videoludica, nonché seguito del più noto Syphon Filter: Dark Mirror.

## Trama
A distanza di poco tempo dagli eventi riguardanti il Dark Mirror, Gabriel Logan riceve un incarico dal burocrate Robert Cordell: una nave da carico americana, la St.Helens, è stata attaccata da un gruppo di pirati somali a cui capo c'è il noto terrorista siriano Ghassan al-Bitar. Bitar è ben noto a Logan in quanto alcuni anni prima fu sul punto di ucciderlo e la richiesta del governo, causa principale della fuga del siriano, crea non pochi dubbi.
Cordell spiega che l'Agenzia è l'unico modo per non far conoscere ai Media l'accaduto e Logan, catturato dall'idea di pareggiare i conti con Bitar, accetta l'incarico. La St.Helens contiene però ben altri segreti e si viene a scoprire che i pirati erano interessati ad un misterioso carico contenuto nella Stiva 5 della nave. Fra sotterfugi ed intrighi politici, Gabe Logan dovrà scoprire il perché dei sospetti di Cordell riguardo all'agenzia ed in particolar modo a Lian Xing, ritratta in più foto con Bitar ed un altro misterioso uomo.

## Modalità di gioco
Oltre ad utilizzare un motore fisico più realistico (denominato Havok), Syphon Filter: Logan's Shadow implementa il già funzionale sistema di gioco di Syphon Filter: Dark Mirror con ulteriori aggiunte fra cui l'utilizzo di oggetti per il fuoco coperto e la possibilità di usare gli avversari come scudi umani. Innovativo è anche la nuova modalità di combattimento sott'acqua ed i relativi accorgimenti sull'utilizzo di armi da fuoco.

## Accoglienza
La rivista Play Generation diede al gioco un punteggio di 94/100, trovandola senza dubbio una delle migliori avventure per PSP, con una realizzazione tecnica eccellente e una solida giocabilità.